# Cerco de Atenas e Pireu (87-86 a.C.)
Cerco de Atenas e Pireu foi um cerco da Primeira Guerra Mitridática que transcorreu entre o outono de 87 a.C. até a primavera e verão de 86 a.C. A batalha foi travada entre as forças da República Romana, comandadas por Lúcio Cornélio Sula, e as do Reino do Ponto e da Grécia, lideradas por Aristião, o tirano grego, e o general Arquelau.

## Contexto
Na primavera de 87 a.C., Sula desembarcou em Dirráquio, no Epiro. Naquele momento, a província da Ásia estava ocupada pelas forças de Mitrídates VI do Ponto, lideradas pelo habilidoso general Arquelau. Seu primeiro objetivo era Atenas, governada por um aliado de Mitrídates, o tirano Aristião. Sula marchou para o sudeste, recolhendo suprimentos e reforços por onde passava. Seu principal comandante era Lúcio Licínio Lúculo, que seguia à frente do exército principal para abrir o caminho e estabelecer contato com Quinto Brútio Sura, o comandante romano na Grécia. Depois de falar com Lúculo, Sura entregou o comando de suas tropas para Sula. Em Queroneia, embaixadores de todas as pólis gregas, com exceção de Atenas, se encontraram com Sula, que declarou sua intenção de expulsar Mitrídates da Grécia e da Ásia. Logo depois começou a marcha para Atenas.
A invasão de Mitrídates VI, do Reino do Ponto, ao Reino da Bitínia, um aliado de Roma, e o posterior assassinato de todos os cidadãos romanos e italianos nas "Vésperas Asiáticas" foram a causa da guerra entre Roma e o Ponto. Segundo as fontes, até 80 000 romanos teriam sido massacrados. Com estas vitórias, Mitrídates conseguiu que a maioria das cidades gregas se revoltassem contra os romanos. Com o desembarque de Sula, todas elas, com exceção de Atenas, cujo tirano havia sido imposto por Mitrídates, voltaram para o lado romano.

## Cerco
Ao chegar em Atenas, Sula já teve que enfrentar o primeiro problema. A muralha externa que rodeava a cidade e a ligava ao porto de Pireu, conhecida como "Longa Muralha", estava em ruínas, o que o forçou a iniciar dois cercos separados. Pireu era defendida por Arquelau e Aristião comandava a guarnição de Atenas. Pelo mar, a defesa era muito mais fácil, pois o domínio do porto era da frota pôntica, o que facilitava a reposição e o ressuprimento das forças de Arquelau. Além disso, Pireu estava melhor preparada para o cerco do que Atenas.
Sula decidiu concentrar seus ataques em Pireu, pois acreditava que sem o apoio do porto, não haveria esperanças para Atenas. Ele enviou Lúculo para formar uma frota com a contribuição de todas as cidades aliadas no Mediterrâneo oriental com a qual pudesse enfrentar os pônticos. O primeiro ataque à Pireu fracassou completamente e Sula decidiu então montar um pesado cerco, com obras de circunvalação. A necessidade de madeira foi tanta, que todas as árvores numa distância de 100 milhas de Atenas, incluindo os famosos bosques sagrados, foram cortadas. Sula também não teve pudores em extorquir dinheiro dos templos vizinhos, incluindo o das sibilas. As moedas cunhadas nesta época permaneceriam em circulação por séculos e eram especialmente procuradas por sua qualidade. Armas de cerco foram construídas para facilitar o ataque e finalmente Sula conseguiu tomar a muralha externa de Pireu.
Uma vez de posse da muralha externa, Sula percebeu que Arquelau havia construído outras muralhas no interior da cidade. Apesar de Atenas e Pireu estarem completamente cercadas, o fracasso das sucessivas tentativas de Arquelau de levantar o cerco provocaram uma situação de impasse. Porém, a atenção romana rapidamente foi desviada para Atenas, onde a fome havia se instalado. Uma delegação foi enviada para tratar com Sula, mas os emissários, ao invés de iniciarem uma negociação séria, se concentraram em expor a glória antiga de Atenas. Sula os enviou de volta dizendo que havia sido enviado a Atenas não para receber aulas, mas para reconquistar a obediência dos rebeldes.
Logo o acampamento de Sula se viu repleto de refugiados de Roma, que fugiam dos massacres de Caio Mário e Lúcio Cornélio Cina na capital republicana. Entre eles estavam sua esposa e filhos e a maior parte dos senadores optimates que conseguiram escapar. Com seus inimigos políticos no poder em Roma, Sula percebeu que não receberia mais dinheiro ou reforços e, por isso, ordenou que todos os templos e locais sagrados da região fossem saqueados. Com Atenas à beira da inanição, Aristião perdia popularidade diariamente. Desertores gregos informaram Sula que a missão de guarnecer as muralhas estava sendo negligenciada e Sula aproveitou para enviar seus mineiros para cavarem sob a muralha. Por conta disto, cerca de 300 metros da muralha desmoronou entre a Porta Sagrada e a Porta de Pireu, à sudoeste da cidade.
Em 1 de março de 86 a.C., depois de cinco meses de cerco, o saque de Atenas começou no meio da noite. Depois das inúmeras provocações de Aristião, Sula não perdoou a cidade. Foi somente depois dos incessantes pedidos dos senadores romanos em seu acampamento e de dois amigos gregos que Sula interrompeu o massacre. Depois de incendiar grande parte da cidade, Aristião e suas forças fugiram para a Acrópole, onde estavam os suprimentos restantes.
Em paralelo, Arquelou também abandonou a cidade de Pireu e concentrou suas forças na cidadela da cidade. Numa tentativa de impedir que Arquelau de fugir para se juntar a Mitrídates, Sula entregou o comando da operação na Acrópole de Atenas a Caio Escribônio Curião Burbuleu. Porém, sem ter uma frota de apoio, Sula apenas assistiu à fuga de Arquelau, que se juntou às forças pônticas conduzidas por Taxiles. Antes de invadir a Beócia para interceptar estes exércitos inimigos que se aproximavam do norte, Sula ordenou que a muralha da cidade fosse desmantelada, suas fortificações, demolidas, assim como o grandioso arsenal de Pireu, que foi incendiado para evitar que frota pôntica desembarcasse com um grande exército em seu flanco.
Apesar de Aristião e seus aliados terem conseguido repelir os romanos por um tempo, eles acabaram tendo que se render quando a água potável acabou. O grupo se entregou quando notícias chegaram sobre a derrota de Arquelau na Segunda Batalha de Queroneia (provavelmente no final da primavera), mas ainda assim foram todos executados.

## Eventos posteriores
Depois de derrotar o exército pôntico em Queroneia, Sula conseguiu uma nova vitória no ano seguinte na Batalha de Orcômeno. Ele e Mitrídates VI finalmente se encontraram em 85 a.C. e assinaram a Paz de Dárdanos, concluindo rapidamente a Primeira Guerra Mitridática.